# Saint-Maurice-du-Désert
Saint-Maurice-du-Désert ist eine Ortschaft und eine Commune déléguée in der französischen Gemeinde Les Monts d’Andaine mit 743 Einwohnern (Stand: 1. Januar 2022) im Département Orne in der Region Normandie.
Mit Wirkung vom 1. Januar 2016 wurden die früheren Gemeinde La Sauvagère und Saint-Maurice-du-Désert zu einer Commune nouvelle mit dem Namen Les Monts d’Andaine zusammengelegt und üben in der neuen Gemeinde den Status einer Commune déléguée aus. Der Verwaltungssitz befindet sich im Ort La Sauvagère. Die Gemeinde Saint-Maurice-du-Désert gehörte zum Arrondissement Alençon und zum Kanton La Ferté-Macé.

## Geografie
Saint-Maurice-du-Désert liegt etwa 42 Kilometer westnordwestlich von Alençon.

## Bevölkerungsentwicklung
| Jahr                      | 1962 | 1968 | 1975 | 1982 | 1990 | 1999 | 2006 | 2013 |
| Einwohner                 | 393  | 386  | 414  | 463  | 643  | 676  | 687  | 777  |
| Quelle: Cassini und INSEE |      |      |      |      |      |      |      |      |

## Sehenswürdigkeiten
- Kirche Saint-Maurice
- Herrenhaus aus dem 17. Jahrhundert, Monument historique

## Persönlichkeiten
- Maurice de Germiny (* 1939), emeritierter Bischof von Blois (1997–2014)